# مارچلو دل دوکا
مارچلو دل دوکا (انگلیسی: Marcello Del Duca؛ زادهٔ ۳۱ اوت ۱۹۵۰) بازیکن واترپلو اهل ایتالیا است.